# Trail (Minnesota)
Trail – miasto w Stanach Zjednoczonych, w stanie Minnesota, w hrabstwie Polk.